# 개구장애
개구장애(開口障礙, trismus, lockjaw)는 턱이 벌어지지 않는 증세이다. 그 자체로 질환이라기보다는 염좌, 신경통, 파상풍, 광견병 등 다른 질환에 수반하는 현상으로서 주로 발생한다.